# 下山健人
下山健人，日本男編劇。父親下山啓為放送作家。出身於東京都。

## 來歷
2004年以電視動畫《忍者亂太郎》出道。主要活動於電視動畫和特攝影集的領域。劇作家浦澤義雄的弟子，初期常和浦澤的師兄大和屋曉合作。
2008年電視動畫《BLEACH》第一次擔任劇本統籌。
2009年經同事小林靖子的介紹下參加《侍戰隊真劍者》特別DVD的工作。次年從《天裝戰隊護星者》開始第一次投入電視系列的領域。2015年播出的《手裏劍戰隊忍忍者》第一次擔當主要編劇。

## 人物
師父浦澤義雄是他父親的工作夥伴，因此在年終聚會上決定要當浦澤的門徒。可以自己獨立寫作並不是師父現場進行教學，而是負責替師父參與的影集寫一些劇本，當得到師父的認可時，就可以向其它節目的工作人員和師父的熟人作證而直接僱用。
年齡未公開，但有表示自己是《銀魂》動畫系列的編劇團隊中年紀最小的。還有專訪時自稱是生長於《七龍珠》作品誕生的世代，從小生長於假面騎士系列尚未播放的時代。
與同事小林靖子、橫手美智子、池田真美子等人一時期間私下經常共飲，也是這個原因邀請他參加超級戰隊系列的編劇工作。
從超級戰隊VS系列開始，經常在聯名作品和以往角色以嘉賓的方式露面。製片人宇都宮孝明在《海賊戰隊豪快者》中表示，他學會了解如何指示不要對過去的英雄投入過多的情緒，來平衡現役英雄和客串的英雄。
鐵道迷，因此會將相關的知識表現在新幹線題材動畫作品《新幹線戰士》作品上。喜歡的還有地形、舊地圖、城堡等，其要素就投射在作品出場角色大門山貫的身上。

## 主要參加作品
※粗體字表示說明擔任劇本統籌或首席作家的作品。

### 電視動畫
2004年
- 忍者亂太郎（編劇）
- 冒險王比特（編劇／全52話中8本）
- 烘焙王（編劇／全69話中12本）

2005年
- 冒險王比特EX（編劇／全25話中4本）
- Keroro軍曹（編劇／全375話中51本）

2006年
- 銀魂（編劇／全367話中58本）
- 飛天小女警Z（編劇／全52話中6本）
- 武裝鍊金（編劇／全26話中7本）
- 人造昆蟲KABUTOBORG V×V（編劇／全52話中7本）

2007年
- 羅比與克羅比（日语：ロビーとケロビー）（編劇／全52話中10本）
- 藍龍（編劇／全102話中12本）

2008年
- 出包王女（編劇／全26話中4本）
- BLEACH[c]（編劇／全366話中66本）

2009年
- 戰場女武神（編劇／全26話中7本）

2012年
- 李洛克的青春全力忍傳（編劇／全51話中22本）
- 窮神[6]（編劇／全13話執筆）

2013年
- 打工吧！魔王大人（編劇／全13話中3本）
- SERVANT×SERVICE[7]（編劇／全13話執筆）

2014年
- 英雄銀行（日语：ヒーローバンク）（編劇／全51話中9本）
- NO GAME NO LIFE 遊戲人生（編劇／全12話中3本）
- 女友伴身邊（編劇／全13話中2本）

2015年
- 我被抓到貴族女校當「庶民樣本」（編劇／全12話執筆）
- 對魔導學園35試驗小隊（編劇／全12話中8本）

2016年
- 少年阿貝GO！GO！小芝麻（日语：少年アシベ）[d]（編劇／全32話中7本）

2017年
- 政宗君的復仇（編劇／全12話中6本）
- 火影忍者疾風傳[e]（編劇／全500話中6本）
- 武裝少女Machiavellianism[8]（編劇／全13話中6本）

2018年
- 新幹線戰士（編劇／全76話中57本）
- 付喪神出租中（編劇／全12話中8本）
- 爆肝工程師的異世界狂想曲（編劇／全12話執筆）

2019年
- 實況主的逃脫遊戲【直播中】（編劇／全12話中6本）

2020年
- 你與我最後的戰場，亦或是世界起始的聖戰（編劇／全12話執筆）

2021年
- 狂熱深淵 迷失的孩子（編劇／全12話執筆）

2022年
- 史上最強大魔王轉生為村民A（編劇）

2023年
- 政宗君的復仇（編劇）

2024年
- 夜櫻家大作戰（編劇）

### 網路動畫
2022年
- Shenmue the Animation

2023年
- ULTRAMAN Final Season

### 電視劇
- 過氣電視（日语：チョコレートTV#テレビドラマ）

### 特攝影集
2007年
- 美少女戰麗舞Panchanne 我太太是超級女英雄！（日语：美少女戦麗舞パンシャーヌ 奥様はスーパーヒロイン!）
- Kawaii! JeNny（日语：Kawaii! JeNny）

2010年
- 天裝戰隊護星者

2011年
- 海賊戰隊豪快者

2012年
- 特命戰隊Go Busters

2015年
- 手裏劍戰隊忍忍者（主要編劇／全47話中39本）

2016年
- 動物戰隊獸王者

2017年
- 獸電戰隊強龍者BRAVE（全12話執筆）
- 宇宙戰隊九連者

2018年
- 假面騎士ZI-O（主要編劇／全49話中28本）

### 電影
2011年
- 天裝戰隊護星者VS真劍者 Epic on 銀幕

2013年
- 特命戰隊Go Busters VS 海賊戰隊豪快者 THE MOVIE

2014年
- 電腦奇俠REBOOT

2015年
- 手裏劍戰隊忍忍者 THE MOVIE 恐龍殿下的驚天忍法帖！

2016年
- 手裏劍戰隊忍忍者 VS 特急者 THE MOVIE 忍者 In Wonderland

2017年
- 宇宙戰隊九連者 THE MOVIE Goes Indaver的逆襲

2018年
- 假面騎士平成Generations FOREVER

2019年
- 劇場版 假面騎士ZI-O Over Quartzer
- 劇場版 新幹線戰士：來自未來的神速ALFA-X[9]

### DVD影片
- 侍戰隊真劍者 特別篇DVD 光侍驚變身
- 歸來的特命戰隊Go Busters VS 動物戰隊Go Busters
- 歸來的手裏劍戰隊忍忍者 忍忍女孩VS男孩 FINAL WARS
- 動物戰隊獸王者 超級動物大戰
- 宇宙戰隊九連者 Episode of Stinger

### 網路影片
- 網路版 劇場版 假面騎士Wizard in Magic!? Land「假面騎士刑事」
- 假面戰隊五騎士

### 漫畫原作
- TOKYO WONDER BOYS（漫畫：伊達恒大，《週刊少年Jump》2014年14號－24號，集英社，全1冊）

### 其它
- 「動物戰隊Go Busters」（山形幸生）－作詞
- （宇宙船（日语：宇宙船 (雑誌)）連載，HobbyJAPAN（日语：ホビージャパン））－漫畫連載[1]
- （大久保櫻子）－作詞
- －編劇
- 「小說 假面騎士ZI-O」（2021年，講談社角色文庫）

## 腳註